# Великоплосківська сільська рада
Великопло́сківська сільська́ ра́да — орган місцевого самоврядування Великоплосківської сільської громади в Роздільнянському районі Одеської області. Колишня адміністративно-територіальна одиниця Великомихайлівського району.
17 липня 2020 року Великомихайлівський район був ліквідований, раду підпорядкували до Роздільнянського району.

## Склад ради
Рада складається з 20 депутатів та голови.
- Голова ради: Кравцова Наталія Сергіївна
- Секретар ради: Дубровіна Ганна Павлівна

### Керівний склад попередніх скликань
| Прізвище, ім'я, по батькові | Основні відомості                                                         | Дата обрання | Дата звільнення |
| --------------------------- | ------------------------------------------------------------------------- | ------------ | --------------- |
| Орлов Володимир Кузьмич     | Сільський голова, 1952 року народження                                    | 26.03.2006   | 31.10.2010      |
| Кравцова Наталія Сергіївна  | Сільський голова, 1973 року народження, освіта вища, член Партії регіонів | 31.10.2010   |                 |

Примітка: таблиця складена за даними сайту Верховної Ради України

### Депутати
За результатами місцевих виборів 2010 року депутатами ради стали:

#### За суб'єктами висування
| Суб'єкт висування | Кількість обраних депутатів | %  |
| ----------------- | --------------------------- | -- |
| Партія регіонів   | 19                          | 95 |
| Самовисування     | 1                           | 5  |

#### За округами
| № округу        | Прізвище, ім'я, по батькові    | Дата визнання обраним | Освіта  | Партійна приналежність | Відомості про обраного депутата                                |
| --------------- | ------------------------------ | --------------------- | ------- | ---------------------- | -------------------------------------------------------------- |
| Партія регіонів |                                |                       |         |                        |                                                                |
| 1               | Храмова Ганна Пилипівна        | 04.11.2010            | середня | позапартійна           | тимчасово не працює                                            |
| 2               | Шульгіна Людмила Андріївна     | 04.11.2010            | середня | позапартійна           | ДП «Дружба», директор                                          |
| 3               | Нєбогатов Віктор Савєлійович   | 04.11.2010            | вища    | позапартійний          | Великоплосківська сільська лікарська амбулаторія, лікар        |
| 5               | Очеретнова Олександра Петрівна | 04.11.2010            | середня | позапартійна           | приватний підприємець                                          |
| 6               | Соколов Федір Петрович         | 04.11.2010            | середня | позапартійний          | ТОВ «Топаз», водій                                             |
| 7               | Сорокін Анатолій Климович      | 04.11.2010            | середня | позапартійний          | Великоплосківська загальноосвітня школа, завгосп               |
| 8               | Сорокін Петро Кірсанович       | 04.11.2010            | середня | позапартійний          | тимчасово не працює                                            |
| 9               | Жукова Тетяна Єгорівна         | 04.11.2010            | середня | позапартійна           | Великоплосківська сільська лікарська амбулаторія, медсестра    |
| 10              | Дубровіна Ганна Павлівна       | 04.11.2010            | середня | позапартійна           | Великоплосківська сільська рада, секретар                      |
| 11              | Маслов Олександр Іванович      | 04.11.2010            | середня | позапартійний          | фермерське господарство                                        |
| 12              | Зюзіна Тетяна Василівна        | 04.11.2010            | середня | позапартійна           | Великоплосківська сільська рада, землевпорядник                |
| 13              | Зюзін Олександр Іванович       | 04.11.2010            | середня | позапартійний          | Великоплосківський будинок культури, художній керівник         |
| 14              | Гальцев Павло Тимофійович      | 04.11.2010            | вища    | позапартійний          | Великоплосківська загальноосвітня школа, вчитель               |
| 15              | Воронцов Сергій Вікторович     | 04.11.2010            | середня | позапартійний          | пенсіонер                                                      |
| 16              | Агнокова Ольга Володимирівна   | 04.11.2010            | середня | позапартійна           | Великоплосківська сільська лікарська амбулаторія, медсестра    |
| 17              | Шульгін Олександр Петрович     | 04.11.2010            | середня | позапартійний          | приватний підприємець                                          |
| 18              | Грицкан Людмила Миколаївна     | 04.11.2010            | вища    | позапартійна           | Великоплосківське відділення Приватбанку, начальник            |
| 19              | Кожанова Наталія Кирилівна     | 04.11.2010            | середня | позапартійна           | Великоплосківський будинок культури, бібліотекар               |
| 20              | Шульгін Валентин Миколайович   | 04.11.2010            | середня | позапартійний          | Великоплосківська загальноосвітня школа, працівник             |
| Самовисування   |                                |                       |         |                        |                                                                |
| 4               | Догадаєв Віктор Ігнатович      | 04.11.2010            | вища    | позапартійний          | сільськогосподарський виробничий кооператив «Рассвет», агроном |